# Кобозева, Ирина Михайловна
Ири́на Миха́йловна Ко́бозева (род. 9 октября 1950) — советский и российский лингвист. Доктор филологических наук, профессор.

## Биография
- 1972: Окончила Отделение структурной и прикладной лингвистики филологического факультета МГУ.
- 1972: поступила в аспирантуру при кафедре структурной и прикладной лингвистики
- 1975: Начала работать на той же кафедре в должности младшего научного сотрудника, затем переведена на должность старшего научного сотрудника, а позднее — доцента.

Квалификационные работы:
- Дипломная работа — «Оценочное значение предложения». Научный руководитель — канд. филол. наук Виктор Витальевич Раскин, ныне профессор Университета Пердью (США), главный редактор международного журнала «Humour».
- Кандидатская диссертация — «Отрицание и пресуппозиции (в связи с правилом Перенесения Отрицания в русском языке)», 1976 г., научный руководитель — профессор В. А. Звегинцев.
- Докторская диссертация — «Интенциональный и когнитивный аспекты смысла высказывания» (научный доклад по опубликованным трудам, 15.10.2003)

## Научная и педагогическая деятельность
Основная сфера занятий — общая и русская семантика.
На ОТиПЛ читает общие курсы «Теория языка. Семантика» и «Семантика современного русского языка» по собственным авторским программам (см. «Учебный план и программы отделения теоретической и прикладной лингвистики». М.: МГУ, 1997). Первый из них читался также для студентов русского отделения факультета и студентов Института стран Азии и Африки МГУ. Вместе с С. Г. Татевосовым читает курс общей семантики для аспирантов филологического факультета.
Спецкурсы:
- «Понятие пресуппозиции в лингвистике»,
- «Семантика отрицания»,
- «Семантика предложения и высказывания»,
- «Метафора: теории, проблемы, решения».

Семантике предложения (высказывания) и лексической семантике посвящён учебник по семантике для студентов филологических специальностей «Лингвистическая семантика» и ряд других публикаций.
Другое направление исследовательской и педагогической деятельности И. М. Кобозевой — лингвистическая прагматика. Читала на филологическом факультете и в ИСАА МГУ спецкурсы:
- «Теория речевых актов»,
- «Введение в лингвистическую прагматику»,
- «Модели общения».

Входила в число составителей сборника переводов «Теория речевых актов» (Новое в зарубежной лингвистике, вып. XVII, М.: Прогресс, 1986), впервые познакомившего широкие круги советских лингвистов с основным течением современной лингвистической прагматики. Является также соавтором предисловия к этому сборнику.
Одной из сфер постоянного интереса И. М. Кобозевой являются лингвистические (семантические и прагматические) аспекты искусственного интеллекта, связанные с автоматическим анализом и синтезом текста на естественном языке. Состоит в Российской ассоциации искусственного интеллекта, в Международной Ассоциации создателей и пользователей интеллектуальных систем, в Российской Ассоциации компьютерной лингвистики и интеллектуальных технологий. 
Кроме того, И. М. Кобозева имеет ряд работ в области лингвистического анализа художественного текста (А. П. Платонов, Н. В. Гоголь) и политического дискурса (анализ языка современной прессы). 
И. М. Кобозева также ведёт педагогическую и издательскую деятельность, направленную на ознакомление учёных России с достижениями американской и французской лингвистики. Она первой прочла филологам МГУ спецкурс по Теории принципов и параметров Н. Хомского — одной из доминирующих лингвистических теорий нашего времени. Будучи членом редколлегии журнала «Вестник МГУ. Филология», ведет в нём рубрику «Школа современной лингвистической теории», в которой впервые опубликованы на русском языке актуальные теоретические работы Н. Хомского, Р. Лангакера, Л. Талми, Р. Джакендоффа, А. Кюльоли и др. Является соредактором и соавтором сборника обзоров «Фундаментальные направления современной американской лингвистики» (М.: МГУ, 1997; 454 с.). Переводчик и редактор переводов многих лингвистических трудов с английского языка, автор обзоров по актуальным проблемам языкознания, опубликованных в Сборниках обзоров ИНИОН и рефератов, публиковавшихся в РЖ «Общественные науки за рубежом». 
Участвовала в проектах, осуществляемых в рамках проблемной группы «Логический анализ языка».
Участвует в международном научном сотрудничестве: советско-американском проекте «Дискурс национальной безопасности» (1992—1993); российско-германском научном сотрудничестве по теме «Формальное описание русского и немецкого языков» (в рамках договора между МГУ и Лейпцигским университетом (1995—2000); российско-германском проекте «Миры культурных представлений. Контрастивное исследование метафорических моделей в русской и немецкой прессе» (2001—2002).

## Публикации
Более 100 печатных работ, в том числе:
- 1976: Синтаксическое обоснование правила Перенесения Отрицания в русском языке. // Ceskoslovenska rusistika, 1976, no. 2, 54-62.
- 1980: Некоторые правила выбора вида при синтезе предложения, выражающего заданный смысл. // Актуальные вопросы структурной и прикладной лингвистики (под ред. В. А. Звегинцева) М:: МГУ, 1980, 91-103.
- 1981: Опыт прагматического анализа -то и -нибудь местоимений. // Изв. АН СССР. Сер. лит. и яз., 1981, no. 2, 165—172.
- 1983: (в соавт. с А. Н. Барановым) Семантика общих вопросов в русском языке. // Изв. АН СССР. Сер. лит. и яз., 1983, no. 3, 263—274.
- 1984: (в соавт. с А. Н. Барановым) Вводные слова в семантической структуре предложения. // Системный анализ значимых единиц русского языка (под ред. Т. В. Шмелевой). Красноярск: КГУ, 1984, 83-93.
- 1984: О семантической трактовке кумулятивного отрицания в русском языке. // Проблемы структурной лингвистики 1984. М.: Наука, 1988, 80-94.
- 1985: О границах и внутренней стратификации семантического класса глаголов речи. // Вопросы языкознания, 1985, no. 1, 95-103.
- 1986:Перформативность глагола и его лексическое значение. // Linguistische Arbeitsberichte, B. 54/55 1986, 29-33.
- 1986:Теория речевых актов как один из вариантов теории речевой деятельности. // Новое в зарубежной лингвистике. Вып. XVII. М.: Прогресс, 1986, 7-21.
- 1987:(в соавт. с А. Н. Барановым) Метаязыковые средства описания семантики предложения. // Лингвистическое обеспечение информационных систем. М.: ИНИОН АН СССР, 1987, 169—206.
- 1987:О первичных и вторичных функциях вопросительных предложений.
- 1988: (в соавт. с А. Н. Барановым) Модальные частицы в ответах на вопрос. // Прагматика и проблемы интенсиональности М.: ИВАН СССР, 1988, 45-69.
- 1988: О семантической трактовке кумулятивного отрицания в русском языке. // Проблемы структурной лингвистики 1984. М.: Наука, 1988, 80-94.
- 1988: Отрицание в предложениях с предикатами пропозициональной установки. // Логический анализ языка. Знание и менение. М.: Наука, 1988, 82-98.
- 1988: Русские модальные частицы и их согласование с иллокутивной функцией высказывания. // Linguistische Arbeitsberichte, B. 70, 1988, 38-47.
- 1990: Реконструкция внутреннего мира коммуникантов по данным диалога. // Исследования по искусственному интеллекту. Тарту: ТГУ, 1990.
- 1990:(в соавт. с Н. И. Лауфер) Языковые аномалии в прозе А. Платонова через призму вербализации. // Логический анализ языка. Противоречивость и аномальность текста. М.: Наука, 1990.
- 1991: «Смысл» и «значение» в наивной семиотике. // Логический анализ языка: культурные концепты. М.: Наука, 1991, 183—186.
- 1991: (в соавт. с Н. И. Лауфер) Значение модальных предикатов долженствования в русском языке. // Russistik, 1991, no. 1, 68-76.
- 1991: Проблемы описания частиц в исследованиях 80-х годов. // Прагматика и семантика. М.: ИНИОН АН СССР, 1991,147-176.
- 1993: (в соавт. с П. Б. Паршиным) An analysis of selected language categories in US and Soviet national security discourse in the cold war era. // Working papers of the Center for Social Change, no. 180, Wachington, 1993, 1-27.
- 1993:Мысль и идея на фоне категоризации ментальных имен. // Логический анализ языка. Ментальные действия. М.: Наука, 1993, 95-104.
- 1994: (в соавт. с Н. И. Лауфер) Интерпретирующие речевые акты. // Логический анализ языка. Язык речевых действий. М.: Наука, 1994, с. 63-71.
- 1995: Как мы описываем пространство, которое видим: проблема выбора ориентира. // Труды Международного семинара Диалог’95 по компьютерной лингвистике и её приложениям. Казань, 1995, 146—153.
- 1995: Немец, англичанин, француз и русский: выявление стереотипов национальных характеров через анализ коннотаций этнонимов. // Вестник МГУ. Филология, 1995, no. 3.
- 1996:Как мы описываем пространство, которое видим: типы и ранги объектов. // Труды Международного семинара Диалог’96 по компьютерной лингвистике и её приложениям. М., 1996, 146—153.
- 1997: Как мы описываем пространство, которое видим: композиционные стратегии. // Труды Международного семинара Диалог’97 по компьютерной лингвистике и её приложениям. М., 1997, 132—136.
- 1997: Представление знаний о физических объектах для систем типа «РИСУНОК — ТЕКСТ». // Категоризация мира: пространство и время. Материалы научной конференции. М.: Диалог-МГУ, 1997, 117—123.
- 1998:(в соавт. с Л. М. Захаровым) О скрытой и смещенной вопросительности. // Труды международного семинара Диалог’98 по компьютерной лингвистике и её приложениям. М., 1998.
- 1999: О двух типах вводных конструкций с парентетическим глаголом. // Е. В. Рахилина, Я. Г. Тестелец (ред.). Типология и теория языка: От описания к объяснению. К 60-летию А. Е. Кибрика. М., 1999, с.539-543.
- 1999: О критериях иллокутивной самостоятельности частей сложного предложения. // Труды международного семинара Диалог’99 по компьютерной лингвистики и её приложениям. М., 1999.
- 2000: The problem of identification and syntactic representation of Russian complex sentences with illocutionary-independent subordinate clauses. // Linguistische ArbeitsBerichte 75 (3. Europaische Konferenz «Formale Beschreibung Slavische Sprachen», Leipcig 1999). Institut fuer Linguistik, Universitaet Leipzig, 2000.
- 2000: Грамматика описания пространства. // Логический анализ языка: Языки пространства. М., 2000.
- 2000: Две ипостаси содержания речи: значение и смысл. // Язык о языке. М., 2000, с. 303—359.
- 2000: Как мы описываем пространство, которое видим: форма объектов. // Труды Международного семинара Диалог’2000 по компьютерной лингвистике и её приложениям. Т. 1. Протвино, 2000.
- 2000: Лингвистическая семантика: Учебник для вузов. М.: УРСС, 2000. 350 с.
  - Кобозева И. М. Лингвистическая семантика. Изд.2, УРСС, 2004.
  - Кобозева И. М. Лингвистическая семантика. Изд.4, УРСС, 2009.
- 2001:(в соавт. с П. В. Гращенковым) Многоаспектная компьютерная база данных по русским прилагательным EDGE как инструмент анализа лексико-грамматической категории. // Русский язык: исторические судьбы и современность. Международный конгресс. Труды и материалы. М.: Изд-во МГУ, 2001.
- 2001:Семантические проблемы анализа политической метафоры. // Вестник МГУ. Серия 9: Филология, 2001, no. 6.
- 2001:Что значит когнитивный в лингвистике. // Международная конференция «Когнитивное моделирование в лингвистике». Сборник докладов (Обработка текста и когнитивные технологии no. 5). М., 2001, с. 19-28.
- 2002:National Stereotypes: Connotations of Ethnonyms in Russian. // Sprachen des europaischer Nachbarn (Bielefelder Schriften zu Linguistik und Literaturwissenschaft). Bielefeld: AISTHESIS-Verlag, 2002.
- 2002:К формальной репрезентации метафор в рамках когнитивного подхода. // Труды международного семинара Диалог’2002 «Компьютерная лингвистика и интеллектуальные технологии». М.: Наука, 2002, c.188-194.
- 2003: Тема речевого этикета в бессмертной поэме Н. В. Гоголя. // Московский лингвистический альманах. М.: РГГУ, 2003.
- 2003:К распознаванию интенционального компонента смысла высказывания (теоретические предпосылки). // Труды международной конференции Диалог’2003 «Компьютерная лингвистика и интеллектуальные технологии». М.: Наука, 2003, c.267-271.